# Jean-Charles-Julien Luce de Lancival
Pour les articles homonymes, voir Luce.
Jean-Charles-Julien Luce de Lancival né le 28 avril 1764 à Saint-Gobain et mort le 17 août 1810 à Paris, est un poète et dramaturge français.

## Biographie
Troisième enfant de Julien-Antoine Luce, notaire royal au bailliage de Vermandois, et de dame Thérèse Michelle Lemor, fille d’un directeur des aides, il tirait son nom de Lancival d’une terre que son père possédait à Saint-Gobain. Envoyé à Paris, il y fit de brillantes études au collège Louis-le-Grand. Il commençait sa rhétorique, quand l’impératrice Marie-Thérèse perdit la vie. Il rédigea, à cette occasion, une élégie latine qui lui valut une lettre de félicitations et un présent de Frédéric le Grand. Trois ans plus tard, le traité signé à Versailles terminait la guerre de l’indépendance américaine. L’année suivante, sorti du collège, il célébra également cet évènement par une ode latine, De pace carmen, 1784, in-4°. Ces deux pièces ne nous sont pas parvenues. La même année, il donna un poème sur le Globe en langue française, qui a été imprimé parmi ses œuvres.
En 1784, il étudiait la médecine à l’Université de Paris lorsque la manière dont il s’était distingué comme élève et comme littérateur fit désirer à ses maîtres de l’appeler à l’enseignement. Aussi fut-il nommé, en 1786, âgé de seulement 22 ans, professeur de rhétorique au collège de Navarre après avoir obtenu l'agrégation de belles lettres la même année.
En 1787, il réunit les textes réalisés, sur son instigation, par les élèves du principal du lycée Louis le Grand, Denis Bérardier, aussi leur professeur de philosophie, à l'occasion de son anniversaire, qu'ils lui offrirent sous forme de manuscrit sous le titre Les tributs de l'estime et de l'amour. Vers 1860, ce livre sous couverture verte faisait encore partie de la bibliothèque de la faïencerie HB de Quimper, dont il était issu, et contenait, outre ses textes, ceux de Camille Desmoulins, Robespierre et autres élèves de la même classe et génération formés par ce professeur qui marqua tant leurs jeunes esprits et qu'ils surnommaient Fénelon Bérardier.
La même année, sous le coup d’un chagrin d’amour, il quitta l’enseignement et, d’après les conseils de Marc-Antoine de Noé, évêque de Lescar depuis 1763, entra dans les ordres, et devint bientôt grand vicaire de Lescar, où il partagea les travaux de son protecteur et se fit remarquer pour ses talents de prédicateur. En 1790, lors de la constitution civile du clergé, le siège de Lescar fut supprimé, et il fut contraint de renoncer à l’état ecclésiastique, auquel d’ailleurs l’aurait rendu peu propre l’accident à la suite duquel il fut obligé de se faire amputer d’une jambe en 1790. Malgré cette infirmité et une santé chancelante, il se donnera avec beaucoup de dévouement à l’enseignement de la littérature et sera un remarquable pédagogue.
Retourné à la poésie, il s’essaya à la tragédie. Datant de 1793, sa première tragédie, Mutius Scévola, en trois actes, fut représentée pour la première fois sur le théâtre de la république, le 28 juillet, entre les deux assauts des Tuileries, le jour même où arrivait à Paris le manifeste publié par le duc de Brunswick. Le sujet collait à l’esprit du temps, mais le talent de Luce n’était pas à la hauteur de la tâche. Dans cette pièce qui emprunte à Scévole de Pierre Du Ryer, représentée en 1647, son travail d’invention s’est surtout borné à supprimer la passion du fils de Tarquin pour Junie, ce qui lui a permis de raccourcir de deux actes la pièce de son prédécesseur. Correcte, classique, élégante même, mais éminemment froide, elle fut jugée, dès le début, faible d’action comme d’intérêt, et empreinte d’une certaine emphase rhétoricienne et, bien que comprise par la Convention dans le nombre des drames patriotiques, la pièce n’eut que cinq ou six représentations. Elle fut néanmoins parodiée dans une farce intitulée la Main chaude. L’année suivante, en 1794, il présenta une autre tragédie en trois actes, Hormisdas, qui fut acceptée au Théâtre-Français et plus tard au Théâtre de la République, imprimée même, mais non jouée. Deux autres tragédies en trois actes, Archibald et Fernande, n’eurent également qu’un petit nombre de représentations et n’ont pas été imprimées dans les deux volumes consacrés à ses œuvres. L’éditeur a mis seulement dans un appendice l’analyse de Fernande. En 1798, il se releva avec Périandre, en cinq actes, qui fut joué à l’Odéon, auquel le Moniteur du temps n’a même pas fait l’honneur d’un article.
Luce a semblé reconnaitre lui-même son peu d’aptitude pour le théâtre car il resta plus de dix ans sans y revenir, et il préféra, en 1797, donner son concours à Dubois et Loyseau, deux maîtres de pension qui venaient de reconstituer l’instruction à Paris. Il leur a consacré, ainsi qu’à leurs femmes, plusieurs épitres, entre autres celle à Clarisse sur les dangers de la coquetterie, et des chansons, qui ont été imprimées parmi ses poésies fugitives, et qui se recommandent par la grâce et la facilité. Après le coup d'État du 18 Brumaire, il fut nommé professeur de belles lettres au lycée de Paris. À plusieurs reprises, il fut chargé de prononcer le discours de distribution de prix, d’abord au Prytanée, puis au lycée impérial, enfin au concours général entre les quatre lycées de Paris. Là, son geste correct, sa diction facile, pure, élégante, pleine de gout, sa période cicéronienne, lui concilièrent tous les suffrages. Chargé du cours de littérature au Prytanée français, ancien collège Louis-le-Grand, il remit en honneur les langues anciennes ; au lycée impérial, il choisit pour sujet l’éloge de la sévérité ; au concours des lycées de Paris du 29 thermidor an XIII, il s’empara du sujet proposé par l’Académie française, en prononçant un Discours sur l’indépendance des gens de lettres, entreprise d’autant plus délicate que Napoléon, favorable aux arts, aux sciences et à l’industrie, n’aimait guère les penseurs, qu’il qualifiait d’« idéologues ». Cette dernière oraison, qui ne se trouve pas dans ses œuvres, a été publiée dans le Moniteur du 17 vendémiaire an XIV. L’Éloge de M. de Noé, l’ancien évêque de Lescar, revenu en France lors du Concordat, et nommé à l’évêché de Troyes, au sujet duquel un concours avait été ouvert simultanément par le Musée de l’Yonne et la Société académique de l’Aube le mit encore plus en relief. Dans sa séance du 25 fructidor an X, le Musée de l’Yonne lui décerna le prix du concours. Il resta professeur de rhétorique au lycée impérial au moment de la réorganisation de l’Université. Il fut ensuite appelé à la chaire de poésie latine à la Sorbonne en 1809.

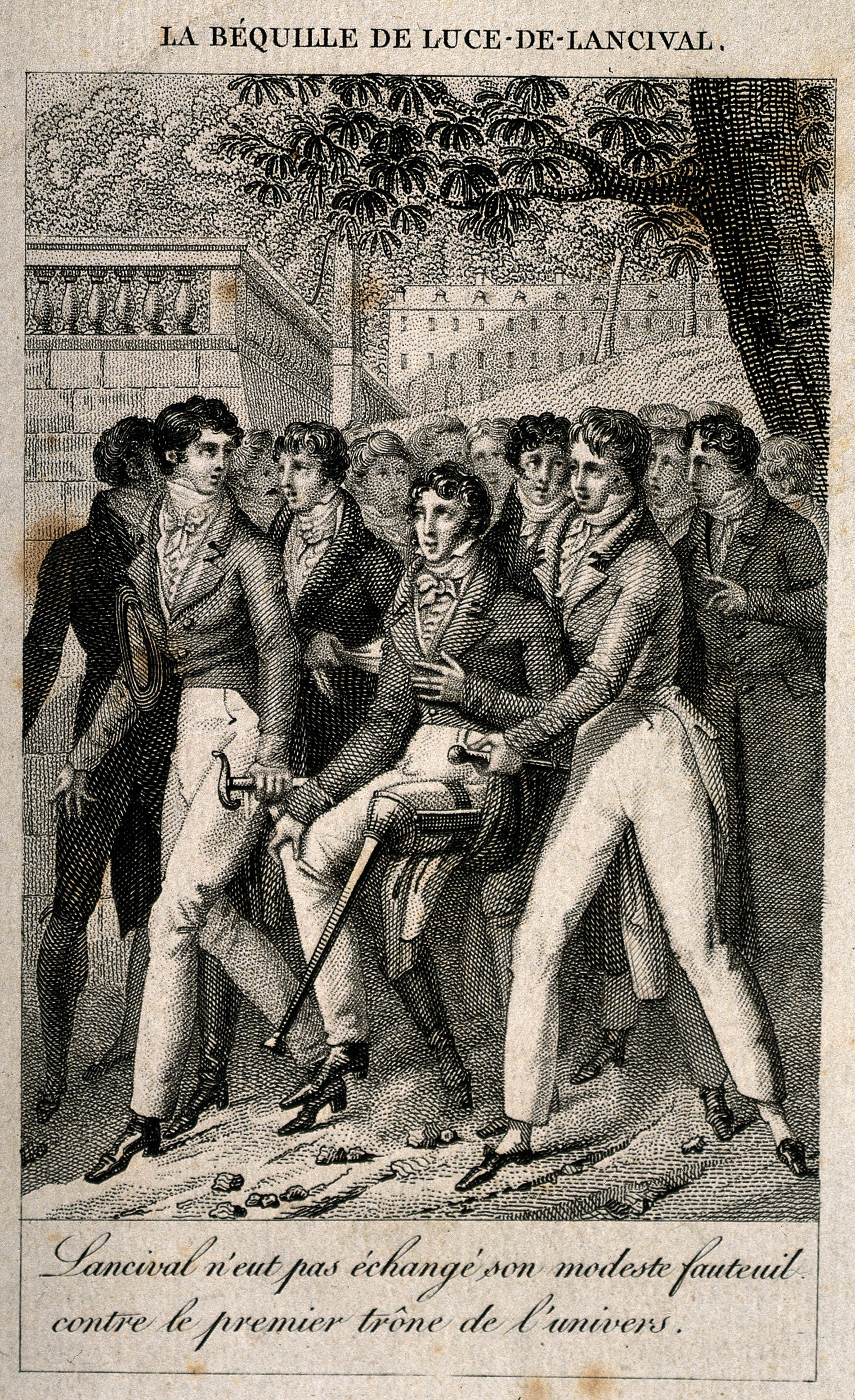
La Béquille de Luce de Lancival.

L’année même où Luce prononçait cet éloge, paraissait la première édition de son Achille à Scyros, connu déjà depuis quelque temps par des lectures dans plusieurs réunions littéraires. Ce poème en six chants, imité de l’Achilléide de Stace, est l’ouvrage le plus considérable, sinon le plus important, de Luce, qui n’avait d’abord songé qu’à mettre en vers une traduction en prose qu’il avait faite de l’Achilléide. Une seconde édition de cet ouvrage, où il avait mis à profit les conseils de la critique, a paru en 1807. Luce puisa à nouveau dans l’Illiade son dernier retour au théâtre, avec Hector, pièce représentée pour la première fois au Français, le 1er janvier 1809. La versification de cette pièce a de l’éclat, de la chaleur et de la correction. Des vers brillants succèdent heureusement à d’autres pleins de simplicité et de naturel, ce qui n’est pas sa qualité ordinaire. Telle quelle, cette tragédie, interprétée par Talma, est, de tous les drames de Luce, celui qui a le plus réussi au théâtre. Son caractère fut jugé très fidèle à l’esprit de la Grèce antique par les contemporains. Elle plut particulièrement à Napoléon, parce qu’elle lui avait été lue avant d’être représentée, et que l’auteur en avait modifié certains passages, d’après les avis de la censure impériale. Plusieurs allusions délicates ne laissèrent pas non plus insensible Napoléon, qui assista à la première représentation et, pour en assurer le succès, prononça que c’était « une pièce de quartier général, et qu’après l’avoir entendue, on allait mieux à l’ennemi. » L’empereur, qui avait chargé le grand maître de l’Université, Louis de Fontanes de lui découvrir des poètes, qu’il considérait comme des accessoires nécessaires pour chanter sa gloire, avait trouvé son Corneille en la personne de Luce, et le récompensa magnifiquement : proposée en 1810 pour le prix de l’Université, la pièce valut à son auteur la croix de la Légion d’honneur et une pension de six mille livres, sans compter sa nomination de professeur de rhétorique au lycée impérial, de professeur de poésie latine à la faculté des lettres de l’Université, enfin la promesse du premier fauteuil qui serait vacant à l’Académie française.
Une dernière tragédie intitulée Cosroês, imparfaite, est restée en manuscrit, ainsi qu’une comédie en quatre actes et en vers, le Lord impromptu, tirée d’un roman de Cazotte, représentée aux Français en l’an VIII, mais qui ne figure pas dans ses œuvres. On lui doit également un poème en quatre chants de Folliculus, satire plus ou moins piquante contre Geoffroy, alors rédacteur de l’article spectacles dans le Journal des débats, et qui doit dater de 1809, mais elle ne parut qu’en 1812, signée L***, Paris, in-8° de 52 pages. On en trouve des fragments dans la satire de Bouvet de Cressé, intitulée Folliculé ou les faiseurs de réputation, publiée en 1813, et elle a été imprimée intégralement dans les œuvres de Luce. Geoffroy avait reproché à la pièce d’Hector d’être totalement dénuée de mouvement et de variété, et accusé la stérilité de l’auteur, qui avait, disait-il, « plus de littérature que de génie poétique, et dont les naïvetés antiques, exprimées en vers précieux, sont enluminées du vernis moderne. » Luce, se regimbant, commit l’erreur de lui répondre longuement par des traits qu’il essaya de rendre méchants et dans lesquels il enveloppa Dussault, pour sa critique d’Achille à Scyros, Fiévée et quelques autres littérateurs de l’époque. Aucun d’eux ne releva les attaques de ce long pamphlet manquant d’invention, de gaieté, de poésie qui ne contient que des injures.
La dernière œuvre de Luce fut un discours latin pour le mariage de Napoléon avec l’archiduchesse d’Autriche, Marie-Louise. L’empereur, l’apogée de sa gloire, en 1810, avait résolu de rompre son union avec Joséphine, pour consolider sa puissance et assurer l’avenir de sa dynastie. Cet événement fut célébré en prose et en vers français, latins et italiens. Luce, alors mourant, remporta le prix du discours latin consistant en une médaille d’or de cent napoléons, pour un ouvrage dicté d’une voix défaillante plutôt qu’écrit et dont la récompense lui fut remise, le 16 aout, sur son lit de mort. Cet épithalame n’a cependant pas figuré dans le volume publié en 1807 sous le titre de Couronne poétique de Napoléon. Le lendemain de ce dernier triomphe Luce de Lancival s’éteignait, âgé de quarante-six ans. Comme sa sœur, il avait observé son vœu de célibat, mais non celui de chasteté. Son amour de la vie, poussé jusqu’à la débauche, était célèbre en son temps. Doué d’un tempérament ardent, il avait beaucoup aimé les femmes, principalement dans sa première jeunesse, et, à ce commerce, il contracta la syphilis. Les soins d’un ami dévoué, Boyveau-Laffecteur, dont il eut l’idée de célébrer dans une ode d’une reconnaissance naïve le fameux remède, ne réparèrent qu’à demi les ravages de la maladie qui finit par l’emporter.
Adoré de ses élèves, pour son dévouement à ses fonctions, il refusa des positions brillantes, qui lui auraient fait quitter l’enseignement qu’il aimait. Quant à son portrait physique, il avait les cheveux et la barbe frisés, de beaux yeux, le nez droit et fort, des lèvres épaisses. « Il faut avoir connu sa personne, écrivait son élève Villemain, dans le Magasin encyclopédique de 1810, pour sentir tout ce que les lettres ont perdu par sa mort. Il faut l’avoir vu, l’avoir entendu, pour être en état d’apprécier cette imagination brillante et féconde qui se répandait avec une égale abondance sur tous les objets, ce goût prompt et juste qui saisissait dans les productions d’autrui les moindres fautes et les plus légères négligences, cette composition rapide et facile qui semblait plutôt un jeu qu’un travail. » Stendhal, quant à lui, commenta : « Luce de Lancival avait une jambe de bois et de la gentillesse. » Homme d’esprit et des salons, plutôt qu’homme d’église, possédant une instruction solide, brillant professeur, s’il n’eut pas pour lui le génie de l’invention poétique, il possédait du moins de saines notions de littérature, et, en somme, sa part est encore assez belle dans l’estime de la postérité. Aussi bien, à ce titre seul de pœta minor, mérite-t-il de n’être pas entièrement oublié.
Il décède à Paris le 17 août 1810 et est inhumé dans le cimetière de Sainte-Catherine.

## Œuvres
- De Pace, poème latin, 1784.
- Poème sur le globe, 1784.
- Hormisdas, tragédie en trois actes, non représentée, 1794.
- Mucius Scaevola, tragédie en trois actes, 1794.
- Archibal, tragédie en trois actes, non publiée.
- Fernandez, tragédie en trois actes, 1797.
- Périandre, tragédie en cinq actes, 1798.
- Ode sur le rob anti-syphilitique du citoyen B. Laffecteur, 1802.
- Achille à Scyros, poème en six chants, 1805.Ouvrage écrit avec soin, qui comporte des descriptions intéressantes et des traits ingénieux, même si l’ensemble manque de mouvement et dégage un certain ennui.
- Hector, tragédie en cinq actes, représentée à la Comédie-Française le 2 février 1809.
- Folliculus, satire en quatre chants contre le critique Julien Louis Geoffroy, 1812.
- Le Lord impromptu, comédie en quatre actes en vers, tirée d’un roman de Jacques Cazotte.

## Pour approfondir